# 성대현
성대현(본명: 성정식, 1973년 5월 16일 ~ )은 대한민국의 방송인
겸 싱어송라이터 겸 래퍼이다.

## 생애
그는 1992년 다운타운 디스크 자키로 첫 데뷔하였고 디스크 자키 활동을 하면서 서울 이태원에 있던 "문나이트(Moon night)"라는 댄스 팝 음악 클럽을 드나들었으며 3년 후 1995년에 댄스 팝 음악 그룹 "R.ef"의 구성원으로 정식 데뷔하여 "보컬"과 "랩"과 "바이스 리더(vice-leader)"를 맡았으며, 2000년에 솔로 가수로 전향하였는데 이때 솔로 가수 데뷔 음반인 《성대현 1집》의 프로듀서를 자신이 도맡았다. 특히 그는 과거 안무 연출가로도 활동한 적이 있는데, 그가 연출한 안무중 서태지와 아이들의 2집 타이틀곡인 `하여가`의 안무의 일부 포인트 동작이 바로 그의 작품이다.

## 학력
- 서울신용산초등학교 졸업
- 한강중학교 졸업
- 용산고등학교 졸업

## 방송
- KBS joy 《엔터테이너스》 시크릿 가든 '스타, 연인에 대한 집착'
- KBS2 《위기탈출 넘버원》
- SBS  《자기야 - 백년손님》
- MBC 《미스터리 음악쇼 복면가왕》 연예인 판정단
- SBS 《영재 발굴단》
- MBC 에브리원 《비디오스타》 게스트
- KBS2《무한리필 샐러드》 고정패널
- TvN 《(근황 TV) 살아있네!살아있어》

## 가족 관계
- 배우자 : 김혜미
  - 딸 : 성아영 (2007년 ~ )